# Касс Тауншип (округ Гантінгдон, Пенсільванія)
Касс Тауншип (англ. Cass Township) — селище (англ. township) в США, в окрузі Гантінгдон штату Пенсільванія. Населення — 1018 осіб (2020).

## Демографія
Згідно з переписом 2010 року, у селищі мешкало 1119 осіб у 432 домогосподарствах у складі 328 родин. Було 653 помешкання
Расовий склад населення:
| - 99,2 % — білих - 0,1 % — корінних американців - 0,1 % — чорних або афроамериканців |

До двох чи більше рас належало 0,6 %. Частка іспаномовних становила 0,1 % від усіх жителів.
За віковим діапазоном населення розподілялося таким чином: 23,5 % — особи молодші 18 років, 60,1 % — особи у віці 18—64 років, 16,4 % — особи у віці 65 років та старші. Медіана віку мешканця становила 41,9 року. На 100 осіб жіночої статі у селищі припадало 98,4 чоловіків;  на 100 жінок у віці від 18 років та старших — 103,3 чоловіків також старших 18 років.
Середній дохід на одне домашнє господарство  становив 61 184 долари США (медіана — 56 094), а середній дохід на одну сім'ю — 68 377 доларів (медіана — 61 500). За межею бідності перебувало 3,5 % осіб, у тому числі 0,0 % дітей у віці до 18 років та 11,0 % осіб у віці 65 років та старших.
Цивільне працевлаштоване населення становило 427 осіб. Основні галузі зайнятості: освіта, охорона здоров'я та соціальна допомога — 16,4 %, роздрібна торгівля — 13,8 %, виробництво — 12,9 %.